# Too Late (chanson de Junior Giscombe)
 (mai 2025).
La mise en forme du texte ne suit pas les recommandations de Wikipédia : il faut le « wikifier ».
Les points d'amélioration suivants sont les cas les plus fréquents :
- Les titres sont pré-formatés par le logiciel. Ils ne sont ni en capitales, ni en gras.
- Le texte ne doit pas être écrit en capitales (les noms de famille non plus), ni en gras, ni en italique, ni en « petit »…
- Le gras n'est utilisé que pour surligner le titre de l'article dans l'introduction, une seule fois.
- L'italique est rarement utilisé : mots en langue étrangère, titres d'œuvres, noms de bateaux, etc.
- Les citations ne sont pas en italique mais en corps de texte normal. Elles sont entourées par des guillemets français : « et ».
- Les listes à puces sont à éviter, des paragraphes rédigés étant largement préférés. Les tableaux sont à réserver à la présentation de données structurées (résultats, etc.).
- Les appels de note de bas de page (petits chiffres en exposant, introduits par l'outil «  Source ») sont à placer entre la fin de phrase et le point final[comme ça].
- Les liens internes (vers d'autres articles de Wikipédia) sont à choisir avec parcimonie. Créez des liens vers des articles approfondissant le sujet. Les termes génériques sans rapport avec le sujet sont à éviter, ainsi que les répétitions de liens vers un même terme.
- Les liens externes sont à placer uniquement dans une section « Liens externes », à la fin de l'article. Ces liens sont à choisir avec parcimonie suivant les règles définies. Si un lien sert de source à l'article, son insertion dans le texte est à faire par les notes de bas de page.
- La présentation des références doit suivre les conventions bibliographiques. Il est recommandé d'utiliser les modèles {{Ouvrage}}, {{Chapitre}}, {{Article}}, {{Lien web}} et/ou {{Bibliographie}}. Le mode d'édition visuel peut mettre en forme automatiquement les références.
- Insérer une infobox (cadre d'informations à droite) n'est pas obligatoire pour parachever la mise en page.

Pour une aide détaillée, merci de consulter Aide:Wikification.
Si vous pensez que ces points ont été résolus, vous pouvez retirer ce bandeau et améliorer la mise en forme d'un autre article.
Singles de Junior
Mama Used to Say I Can't Help It / Let Me Know
Too Late est une chanson du chanteur soul britannique Junior Giscombe, sortie en 1982, un an après son fameux tube " Mama Used to Say ". Les paroles ont été écrites par lui, inspirées d’une discussion qu’il a eue avec une femme en Écosse. Elle lui disait que, selon elle, seuls les hommes écossais maltraitaient leurs femmes. Et Giscombe, un peu choqué, a répondu : « C’est marrant. Ça arrive à tout le monde, peu importe d’où tu viens. » Et voilà, il a écrit "Too Late" pour aborder ce sujet. Il aime aussi raconter des histoires où il "fantasme" un peu, en plaçant des situations réalistes dans des contextes un peu différents.
Le single a connu un grand succès, atteignant la 8e place des Hot Soul Singles, la 20e du UK Singles Chart et la 67e du US Disco Chart. Cette chanson a également marqué un tournant pour Giscombe, qui était alors sous le label Mercury Records. Il a d’ailleurs confié que la chanson s’était écrite presque d’elle-même, en seulement quelques minutes, inspirée par l’ambiance de Rick James. Il a aussi souligné que "Too Late" a été le point de départ de sa base de fans, notamment aux États-Unis.

## Réception critique
AllMusic a commenté que "Too Late" était le dernier gros hit de Giscombe au Royaume-Uni et qu’il figurait sur son premier album Ji. Dans une critique rétrospective pour Record Collector, Kris Needs a souligné l’importance de l’album Ji pour la soul britannique. Il a trouvé que, malgré les synthétiseurs typiques des années 1980, la vraie force du morceau venait des paroles sincères et de l’âme de Giscombe. Il a d’ailleurs qualifié "Too Late" de « réflexion courageuse sur la violence domestique de l’époque ».

## Liste des pistes
7"
1. « Too Late  » – 3:56
2. « Too Late (instrumental) » – 3:58

12"
1. « Too Late » – 7:08
2. « Too Late (instrumental) » – 4:05

## Personnel
- Junior Giscombe - chant principal, auteur-compositeur
- Bob Carter - auteur-compositeur, producteur
- Tee Scott - remixeur

## Graphiques
| Graphique (1982)                  | Culminer position |
| --------------------------------- | ----------------- |
| Célibataires britanniques ( OCC ) | 20                |
| Singles Soul chauds ( Billboard ) | 8                 |
| Disco Top 80 ( Billboard )        | 67                |
| Célibataires irlandais            | 29                |